# Lijst van rijksmonumenten in Nijkerk (gemeente)
De gemeente Nijkerk telt 110 inschrijvingen in het rijksmonumentenregister, hieronder een overzicht. 

## Appel
De plaats Appel telt 17 inschrijvingen in het rijksmonumentenregister. Zie Lijst van rijksmonumenten in Appel voor een overzicht.

## Hoevelaken
De plaats Hoevelaken telt 11 inschrijvingen in het rijksmonumentenregister. Zie Lijst van rijksmonumenten in Hoevelaken voor een overzicht.

## Nijkerk
De plaats Nijkerk telt 39 inschrijvingen in het rijksmonumentenregister. Zie Lijst van rijksmonumenten in Nijkerk (plaats) voor een overzicht.

## Slichtenhorst
De plaats Slichtenhorst telt 17 inschrijvingen in het rijksmonumentenregister. Zie Lijst van rijksmonumenten in Slichtenhorst voor een overzicht.

## Wullenhoven
De plaats Wullenhoven telt 19 inschrijvingen in het rijksmonumentenregister. Zie Lijst van rijksmonumenten in Wullenhoven voor een overzicht.

## Overig buitengebied
| Object                                | Oorspronkelijke functie? | Bouwjaar             | Architect | Locatie          | Coördinaten?                  | Nr.?   | Afbeelding        |
| ------------------------------------- | ------------------------ | -------------------- | --------- | ---------------- | ----------------------------- | ------ | ----------------- |
| Hoeve 'Fratersgoed'                   | Boerderij                | 17e eeuw             |           | Bunschoterweg 16 | 52° 13' 16" NB, 5° 27' 29" OL | 30974  | Meer afbeeldingen |
| Boerderij                             | Boerderij                | 1778 / 1808          |           | Bunschoterweg 32 | 52° 13' 17" NB, 5° 27' 4" OL  | 30975  | Meer afbeeldingen |
| Hoeve 'Beekmansgoed'                  | Boerderij                | 17e eeuw             |           | Bunschoterweg 38 | 52° 13' 15" NB, 5° 26' 40" OL | 30976  | Meer afbeeldingen |
| "Sluishuis van het Ampt van Neijkerk" | Dienstwoning             | derde kwart 18e eeuw |           | Arkersluisweg 31 | 52° 15' 18" NB, 5° 27' 54" OL | 31025  | Meer afbeeldingen |
| Stoomgemaal Arkemheen                 | Gemaal                   | 1882-1883            |           | Zeedijk 6        | 52° 15' 3" NB, 5° 26' 13" OL  | 31026  | Meer afbeeldingen |
| Machinistenwoning                     | Dienstwoning             | 1860                 |           | Zeedijk 5        | 52° 15' 2" NB, 5° 26' 14" OL  | 482299 | Machinistenwoning |
| Sluiswerken                           | Waterkering en -doorlaat |                      |           | Zeedijk bij 6    | 52° 15' 7" NB, 5° 26' 16" OL  | 482300 | Meer afbeeldingen |

Aalten ·
Apeldoorn ·
Arnhem ·
Barneveld ·
Berg en Dal ·
Berkelland ·
Beuningen ·
Bronckhorst ·
Brummen ·
Buren ·
Culemborg ·
Doesburg ·
Doetinchem ·
Druten ·
Duiven ·
Ede ·
Elburg ·
Epe ·
Ermelo ·
Harderwijk ·
Hattem ·
Heerde ·
Heumen ·
Lingewaard ·
Lochem ·
Maasdriel ·
Montferland ·
Neder-Betuwe ·
Nijkerk ·
Nijmegen ·
Nunspeet ·
Oldebroek ·
Oost Gelre ·
Oude IJsselstreek ·
Overbetuwe ·
Putten ·
Renkum ·
Rheden ·
Rozendaal ·
Scherpenzeel ·
Tiel ·
Voorst ·
Wageningen ·
West Betuwe ·
West Maas en Waal ·
Westervoort ·
Wijchen ·
Winterswijk ·
Zaltbommel ·
Zevenaar ·
Zutphen